# Akihiro Noda
Akihiro Noda (野田 明弘 Noda Akihiro?), född 5 september 1988 i Nagasaki prefektur, är en japansk fotbollsspelare.
Noda började sin karriär 2011 i FC Gifu. 2013 flyttade han till Fukushima United FC. Han avslutade karriären 2016.